# Jardin botanique de l'université de Strasbourg
Le jardin botanique de l'université de Strasbourg est un jardin botanique fondé en 1619 au sein de l'ancienne Académie protestante de la ville, devenu deux ans plus tard université de Strasbourg. Sa création par des professeurs de la faculté de médecine de Strasbourg est due au besoin de formation de leurs étudiants.
À l'origine situé dans le quartier de la Krutenau, il déménage en 1884 au cœur du campus historique dans la Neustadt à l'arrière du palais universitaire après l'annexion de l'Alsace-Lorraine.
Il est le deuxième plus ancien jardin botanique de France après celui de Montpellier créé en 1593.

## Historique

### Le premier jardin médicinal
Au XVe siècle, l’Alsace est marquée par le développement de l’humanisme et la création de l’imprimerie par Gutenberg. Au XVIe siècle, Strasbourg devient un des centres actifs de la Réforme. La ville, devenue protestante, fait passer dans le domaine public des biens de l’Église catholique et reconvertit les couvents pour développer l’enseignement.
L’ancien couvent des Dominicains est reconverti en Gymnase en 1538 par Jean Sturm qui y regroupe les écoles latines et cours supérieurs de la ville. L’école est transformée en Académie en 1566 et élevée au rang d’université en 1621 par l’empereur Ferdinand II.
Les premiers jardins botaniques naissent en Europe à la Renaissance au milieu du XVIe siècle en Italie et à la fin du siècle en Allemagne et, en France, à Montpellier.
C'est dans ce contexte qu'en 1619, le Sénat de Strasbourg décide de créer un Jardin botanique sur un terrain du quartier de la Krutenau, anciennement dédié au culte et à l’inhumation des religieux du couvent Saint-Nicolas-aux-Ondes, déjà fermé en 1592. Johann Rudolf Saltzmann (de), professeur de médecine pratique à la faculté de médecine de l’Académie, y crée un Hortus medicus, un jardin de plantes médicinales classées selon leurs propriétés et leurs usages et destiné aux leçons médicales pour les étudiants de la faculté. Saltzmann, directeur du jardin de 1619 à 1652, y introduit aussi des espèces exotiques, à l'instar de celles cultivées dans les jardins botaniques de Montpellier et des universités italiennes qu'il a visitées.
Dès 1622, le jardin est qualifié de « splendissimus » par le professeur de botanique et d'anatomie, le médecin bâlois Gaspard Bauhin,.
Quinze médecins se succèdent à sa direction entre 1619 et 1870. En 1691, le troisième directeur du jardin de 1686 à 1701, Marcus Mappus (de), publie sous forme de catalogue imprimé un premier inventaire des plantes du jardin, le Catalogus Plantarum Horti Academici Argentinensis. Les plantes y sont classées par ordre alphabétique et descriptif latin, selon la nomenclature de Gaspard Bauhin. L’étude des catalogues de plantes nous permet de comprendre l’évolution de la botanique de la fin de la Renaissance à la seconde moitié du XIXe siècle. À cette époque, à la fin du XVIIe siècle, le jardin botanique de Strasbourg compte déjà 1 600 plantes, des espèces médicinales locales et originaires du bassin méditerranéen, d’Inde ou des Amériques. Marcus Mappus a également doté le jardin botanique d'un cadran solaire polyédrique en 1694.
Les collections du jardin sont progressivement enrichies avec la création de serres et des agrandissements successifs pour atteindre presque un hectare.
Mais l'ancien jardin botanique est à l'étroit sur moins d'un hectare, mal ensoleillé et difficile à approvisionner en eau. À deux reprises, des tentatives d'extension ou de déménagement du jardin échouent. Deux directeurs, Jean Hermann puis Antoine Laurent Apollinaire Fée s'y employent sans succès.
En 1870, pendant le siège de Strasbourg d'août à septembre, le jardin est réquisitionné pour enterrer des morts car l'accès aux cimetières est rendu impossible. En six semaines, 1653 cadavres sont enterrés dans les 900 mètres carrés du jardin, soit dans des tombes individuelles, soit dans des fosses communes sur plusieurs niveaux. Des tirs d'obus endommagent les serres mais plusieurs herbiers conservés dans le bâtiment de l'Académie sont sauvés pendant les bombardements. Une pluie de grêle lors d'un violent orage le 10 juin 1871 achève de détruire les serres.

### Le jardin de l’université impériale

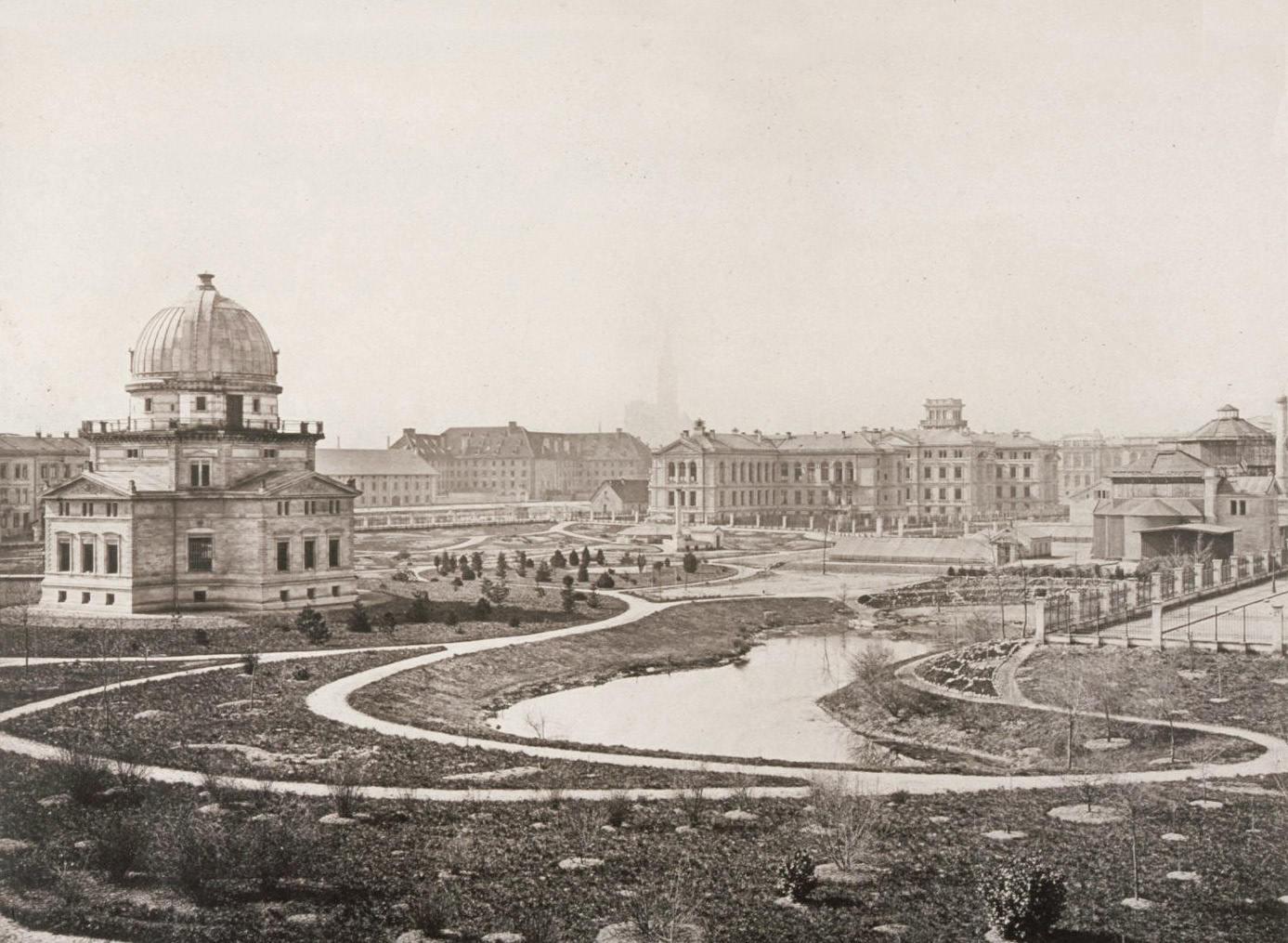
Le jardin botanique en cours d'aménagement en 1880.

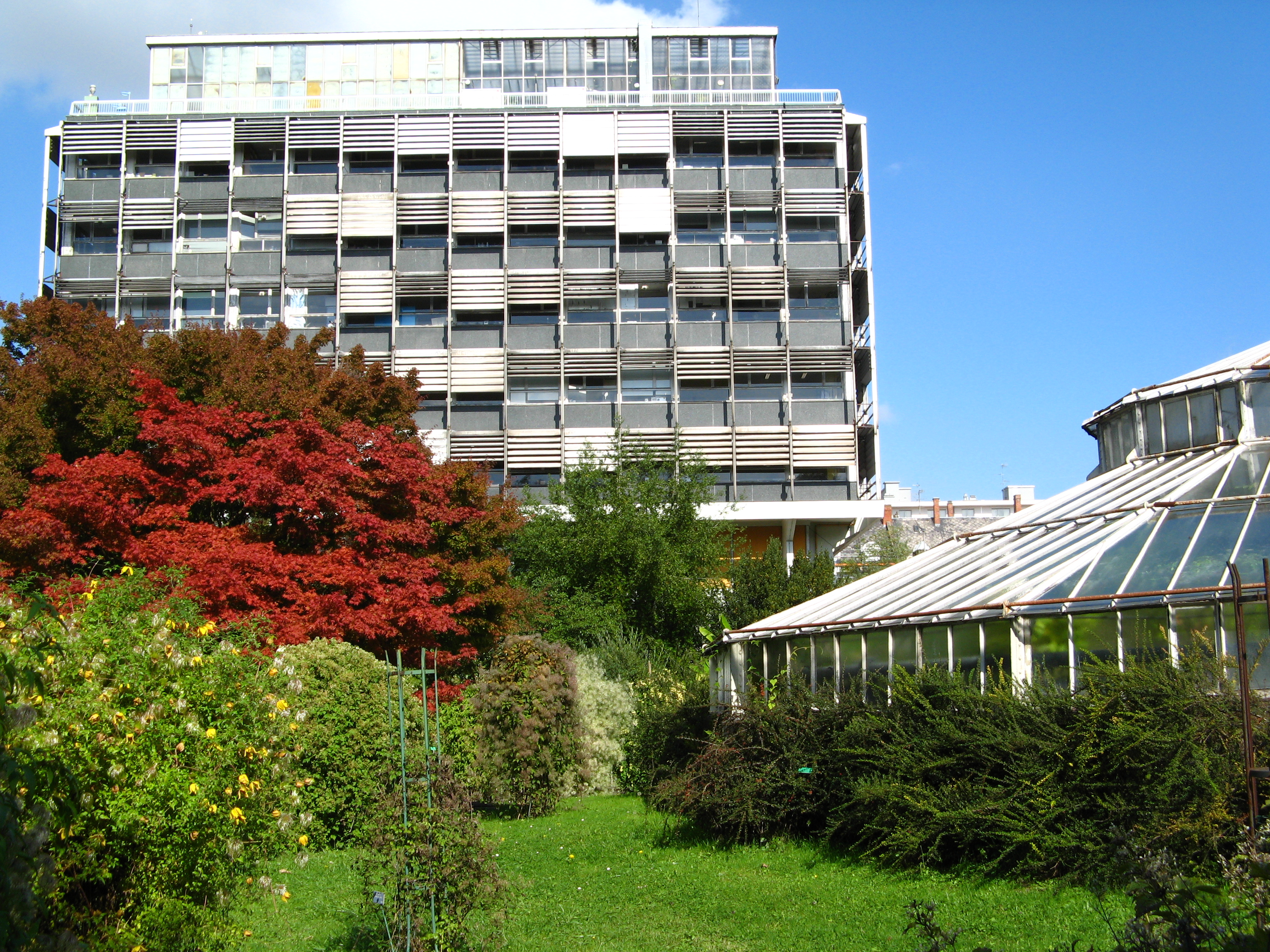
La serre et l'institut de botanique.

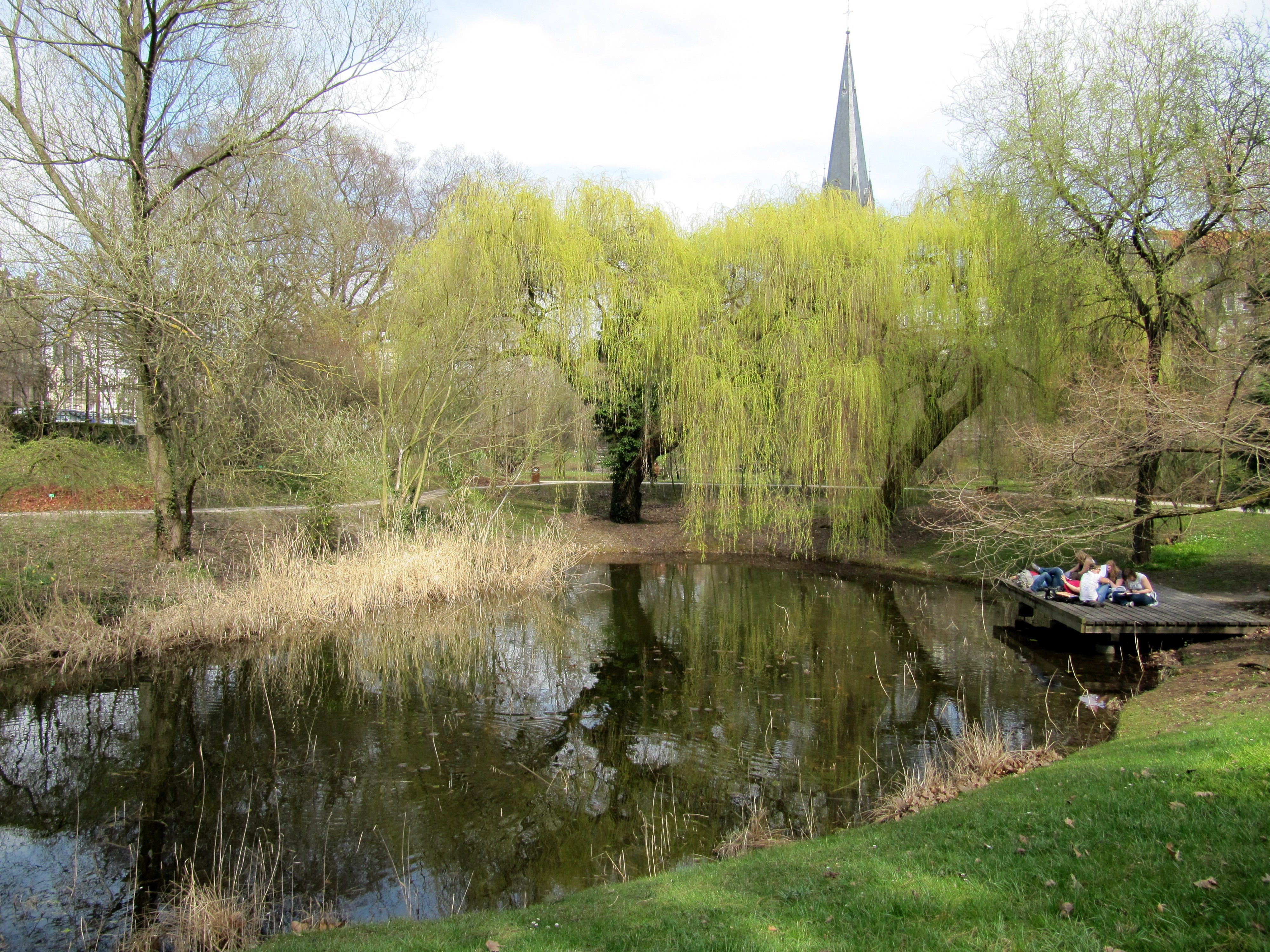
Pièce d'eau, en arrière-plan le clocher de l'église Saint-Maurice.

Après la guerre franco-allemande de 1870 et dès son couronnement comme Empereur d'Allemagne (en 1871), Guillaume Ier lance un programme ambitieux pour la reconstruction de Strasbourg, avec notamment la création de l’Université impériale en 1880. L'Institut de botanique est créé entre 1880 et 1882.
Dès 1872, le botaniste et mycologue réputé Anton de Bary, premier recteur de l'Université wilhelminienne de Strasbourg et premier directeur de son Institut de botanique et du jardin, dresse les plans de l'ancien jardin de la Krutenau alors dévasté. Il planifie son déplacement et l'aménagement du nouveau jardin dans un espace beaucoup plus grand au cœur de la nouvelle université impériale. L'architecte de l'Université, Hermann Eggert, en dessine la composition en optant pour un style proche des jardins à l'anglaise, le Gartenstyl. Un premier cahier d'inventaire des plantes acquises est créé par De Bary et répertorie par ordre alphabétique toutes les acquisitions du jardin botanique de 1874 à 1896.
Le jardin, doté de serres monumentales et d'un arboretum est inauguré le 26 novembre 1884.
De Bary avait insisté pour qu'une serre soit spécialement aménagée pour y faire pousser un nénuphar géant d'Amazonie, le Victoria Regia. Cette serre coûteuse de 4 000 m2, aujourd'hui appelée serre de Bary, est endommagée en 1958 par un orage de grêle.

### Description du jardin botanique actuel

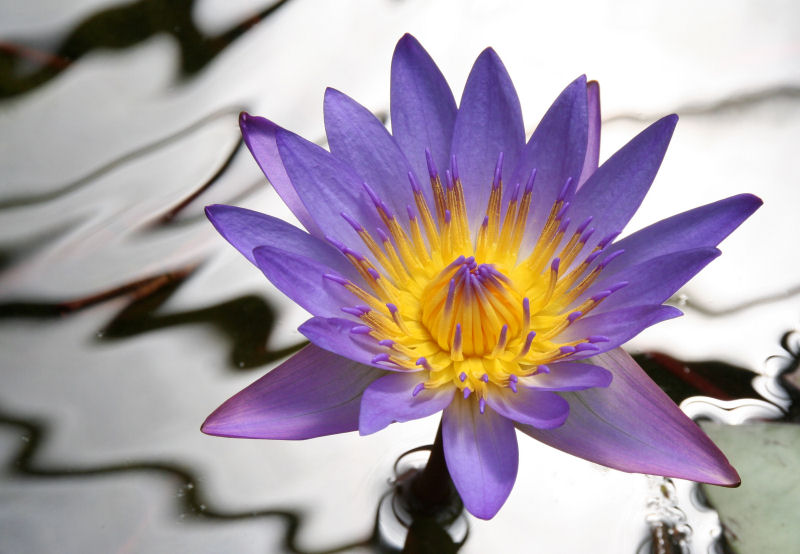
Nymphaea capensis dans la serre.

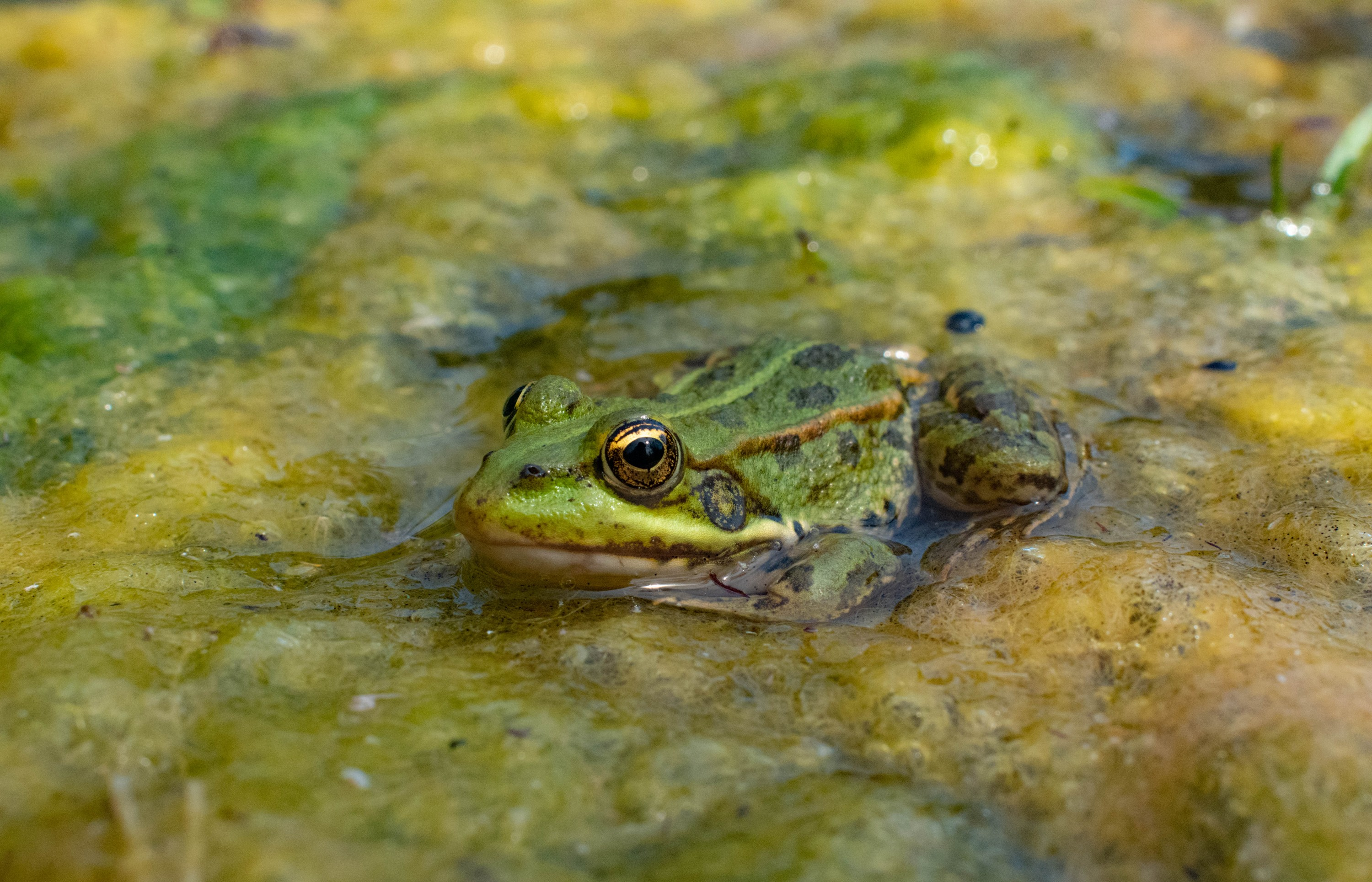
Une grenouille photographiée au Jardin botanique

Le jardin actuel est situé à l'arrière du campus historique. En son centre se dresse l'observatoire astronomique de Strasbourg. Il comporte également une pièce d'eau.
Très gravement endommagées par un orage en 1958, les grandes serres sont détruites en 1963, pour laisser la place aux nouveaux bâtiments de l’Institut de Botanique. La réalisation des locaux actuels et de la serre froide et serre chaude  est effectuée sous la direction du doyen Henri Jean Maresquelle, directeur du Jardin de 1945 à 1968. La construction est achevée en 1967.
Le Jardin botanique conserve la même superficie qu'à sa création. Seule la serre de Bary est conservée et partiellement rénovée.
Le jardin botanique de l’Université de Strasbourg est inscrit aux Monuments historiques le 7 décembre 1990. La serre dodécagonale de Bary (ancienne serre Victoria) est classée monument historique le 25 mars 1993.
Le Jardin Botanique est également classé Jardin remarquable depuis 2004.

## Mission
Ce jardin a une triple vocation, botanique (en liaison avec l’Institut de botanique), historique et universitaire.
Ouvert au public, il constitue un lieu de promenade particulièrement apprécié par les Strasbourgeois.
L'association des Amis du Jardin Botanique de l'Université de Strasbourg (AAJBUS) créée en 1983 réunit des amateurs de plantes et de jardins et soutient le Jardin Botanique de l'Université de Strasbourg à travers une convention de partenariat entre l'association et l'Université de Strasbourg.
L'AAJBUS propose des activités pédagogiques et des événements dont les recettes sont réinvesties dans des achats pour le jardin botanique. Elle met à disposition de ses membres une bibliothèque de plus de 1350 livres et revues hébergée dans les locaux de l’Institut de Botanique où elle a également son siège social.

## Les serres

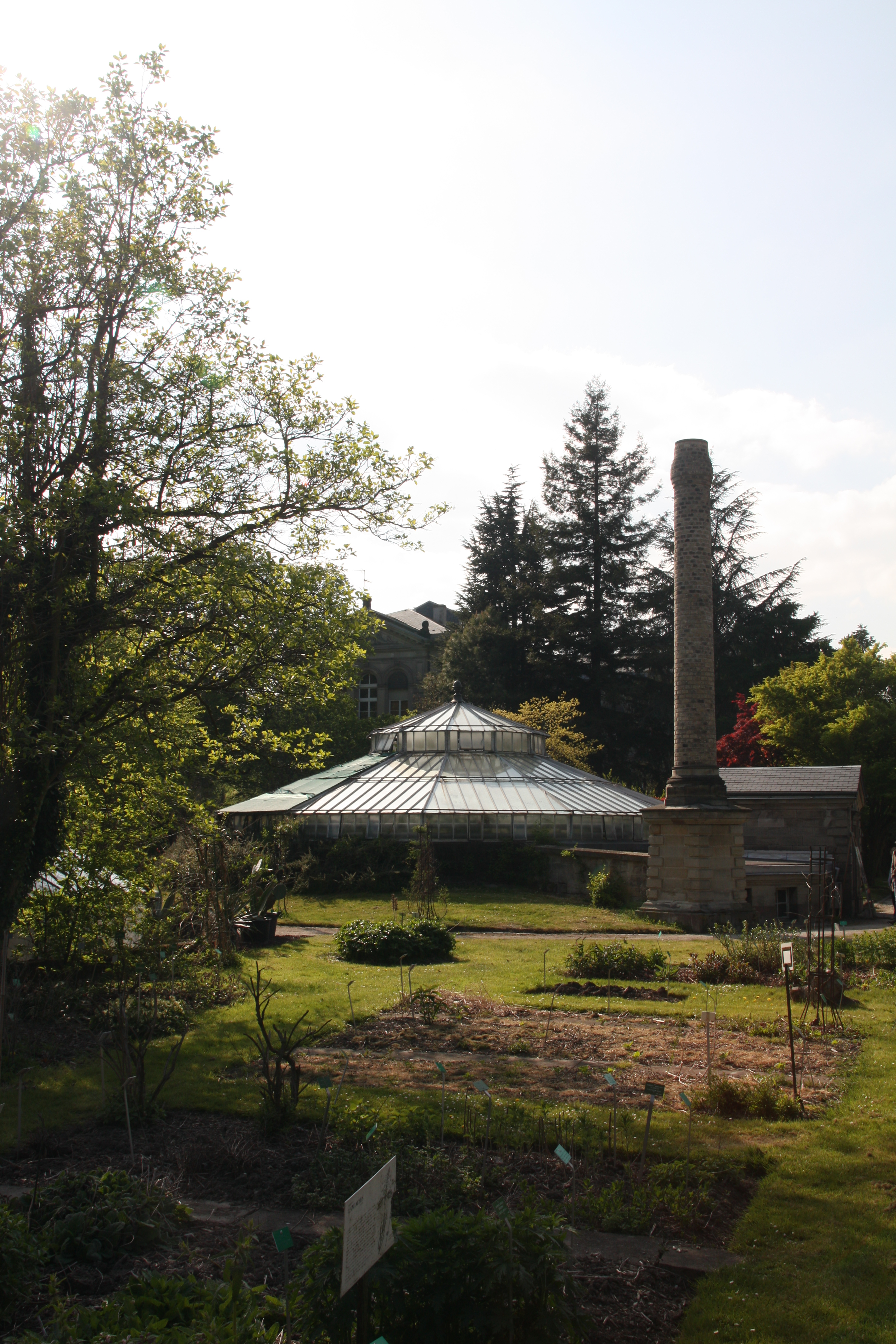
Serre de Bary.

Le complexe de serres est dessiné par Eggert. Il comprend trois serres communicantes. Le dôme central abrite un palmarium (Palmenhaus), avec une serre à palmiers chaude et humide haute de 18 mètres. De part et d’autres sont disposées deux serres tempérées, non ouvertes au public, qui renfermaient des collections spécialisées représentant différents milieux naturels.
L’ensemble des surfaces vitrées est de 1 400 m2 et les toitures peuvent être occultées par des claies en bois lorsque l’ensoleillement est trop fort.
Les grandes serres sont édifiées entre 1880 et 1885. Elles sont parachevées dans une seconde phase de travaux après 1885. Les petites serres tempérées  sont achevées en 1884.
Elles sont adossées côté nord  à un bâtiment monumental principal en pierre abritant la chaufferie au charbon avec circulation d’eau chaude et des  locaux techniques à destination des jardiniers.
Les serres monumentales sont détruites en août 1958 par un violent orage de grêle et remplacées par un bâtiment moderne.
La « Serre Victoria » (ou serre aquarium), aujourd'hui appelée serre de Bary, est vouée à la culture des plantes aquatiques tropicales. Elle est séparée de l’ensemble des serres monumentales et dispose donc de sa propre chaufferie avec sa cheminée en briques bien reconnaissable. La structure vitrée à douze côtés abrite un bassin central de sept mètres de diamètre où l’eau était maintenue entre 25 et 30 °C. Ce bassin permettait de cultiver le nénuphar géant (Victoria regia), une plante aquatique originaire du bassin de l’Amazone introduite en Europe au milieu du XIXe siècle.
Également endommagée en 1958 par l'orage de grêle, elle fait l'objet d'un appel à la générosité pour sa restauration.

## Espèces remarquables présentes
L'Arboretum du jardin botanique comprend environ 2 200 arbres et arbustes dont quelques arbres remarquables : un faux-noyer du Caucase, un séquoia géant et cinq cyprès chauves dont un Taxodium ascendens, assez rare en Europe.
Le séquoia géant est l’un des premiers arbres à avoir été planté par les Allemands en vue de la création du nouveau jardin botanique à la Krutenau en 1883. L'arbre, né en 1880, est déraciné dans la Sierra Nevada et transporté pour être replanté à Strasbourg. La même année, alors qu’il n’a que quelques mois, il doit endurer la rudesse de l'hiver alsacien de 1880. En 1882, des inondations affaiblissent son écorce naissante. Au milieu d'un ensemble de très grands arbres comme des Ginkgo, Torreya et Cryptoméria, le séquoia a du mal à étendre ses branches et entame une croissance rapide, de 12 à 17 mètres en 20 ans. En mai 1980, la foudre le blesse tout le long de son tronc, lui laissant une longue cicatrice. Quelques mois plus tard, il perd sa cîme dans un coup de vent. Son sommet est dédoublé mais se reconstitue en cône. En 2011, le séquoia mesure 3,04 m de circonférence et 28 m de hauteur.
Documentée par Françoise Deluzarche, conservatrice adjointe de l’herbier de l’Université de Strasbourg, l'histoire de la plupart des arbres du jardin botanique plantés après la guerre franco-allemande de 1870 montre qu'ils n’ont pas survécu un siècle.
Le jardin botanique de l'Université de Strasbourg contient environ 6 000 plantes dont près de 3 000 sont décrites dans une série d'articles entre 1983 et 2023 par un des directeurs du jardin botanique de Strasbourg, Bernard Heitz. Les chroniques, étalées sur plus de 40 ans, sont compilées et publiées en deux volumes en septembre 2024 à l'occasion des Journées européennes du patrimoine, fêtant également les 40 ans de l’association des Amis du jardin botanique et célébrant l'année Strasbourg, Capitale mondiale du livre Unesco 2024.

## Le cadran solaire
Marcus Mappus, troisième directeur du jardin botanique de 1686 à 1701 et auteur d'un catalogue des plantes du jardin, a également fait ériger en 1694 un cadran solaire. Son polyèdre en grès à vingt-six faces permet d'indiquer l’heure en toute saison.
Il est en grès des Vosges et composé de deux parties : le bloc gnomonique et un socle.
- Le bloc gnomonique est un petit rhombicuboctaèdre (polyèdre à 26 faces) de 53 cm[19]. Il est gravé de tracés et pourvu de styles (tiges de métal) sur 23 de ses faces, permettant la lecture de la même heure sur chacune d'elles, quelle que soit la position du soleil ou la saison.
- Le socle porte l'inscription « Academia decori horti ornamento ut quibus fovetur hortus radio solares ad hospitum commodum et oblectamentum in arte metiretur illustre coll scolarch pon cur MDCXCIV mens sept », qui se traduit par « Pour la gloire de l'Académie et pour l'ornementation du jardin afin qu'il mesure, selon les règles de l'art, les rayons du soleil grâce auxquels le jardin est réchauffé, pour la commodité et l'agrément des hôtes. Bien en lumière, le scholarque du collège l'a fait placer. Septembre 1694 »[20].

Le cadran solaire du jardin a été remis en place en 1995, après avoir été oublié dans les entrepôts du barrage Vauban, à Strasbourg où il a été retrouvé en 1993 et restauré par Mr Paul Schott. Celui-ci a aussi découvert un document permettant de confirmer la datation visible sur le socle : « Ce fut pendant la gestion de Mappus, en 1694, que l'on construisit le cadran solaire, encore debout aujourd'hui dans le petit jardin Villars ; ce cadran disposé d’une manière fort ingénieuse, est destiné à donner l’heure pendant toutes les saisons de l’année et à toutes les heures du jour. ».
Initialement, le cadran se trouvait dans le premier jardin botanique de Strasbourg, à la Krutenau, avant d'être déplacé.
De nombreux cadrans polyédriques de formats différents ont été réalisés en Europe depuis le XVIe siècle, notamment au Bade-Württemberg. Le cadran solaire du jardin botanique de Strasbourg appartient au type de cadrans polyédriques monumentaux.
Il existe d'autres cadrans solaires de ce type en Alsace, dont deux, datant de la seconde moitié du XVIIIe siècle, proviennent de l'ancienne abbaye cistercienne de Neubourg, à Dauendorf. L'un a été installé dans la cour du Chapitre Saint-Thomas à Strasbourg après la Révolution française puis déplacé au mont Sainte-Odile en 1935. L'autre est installé à Gundershoffen depuis le XIXe siècle,.

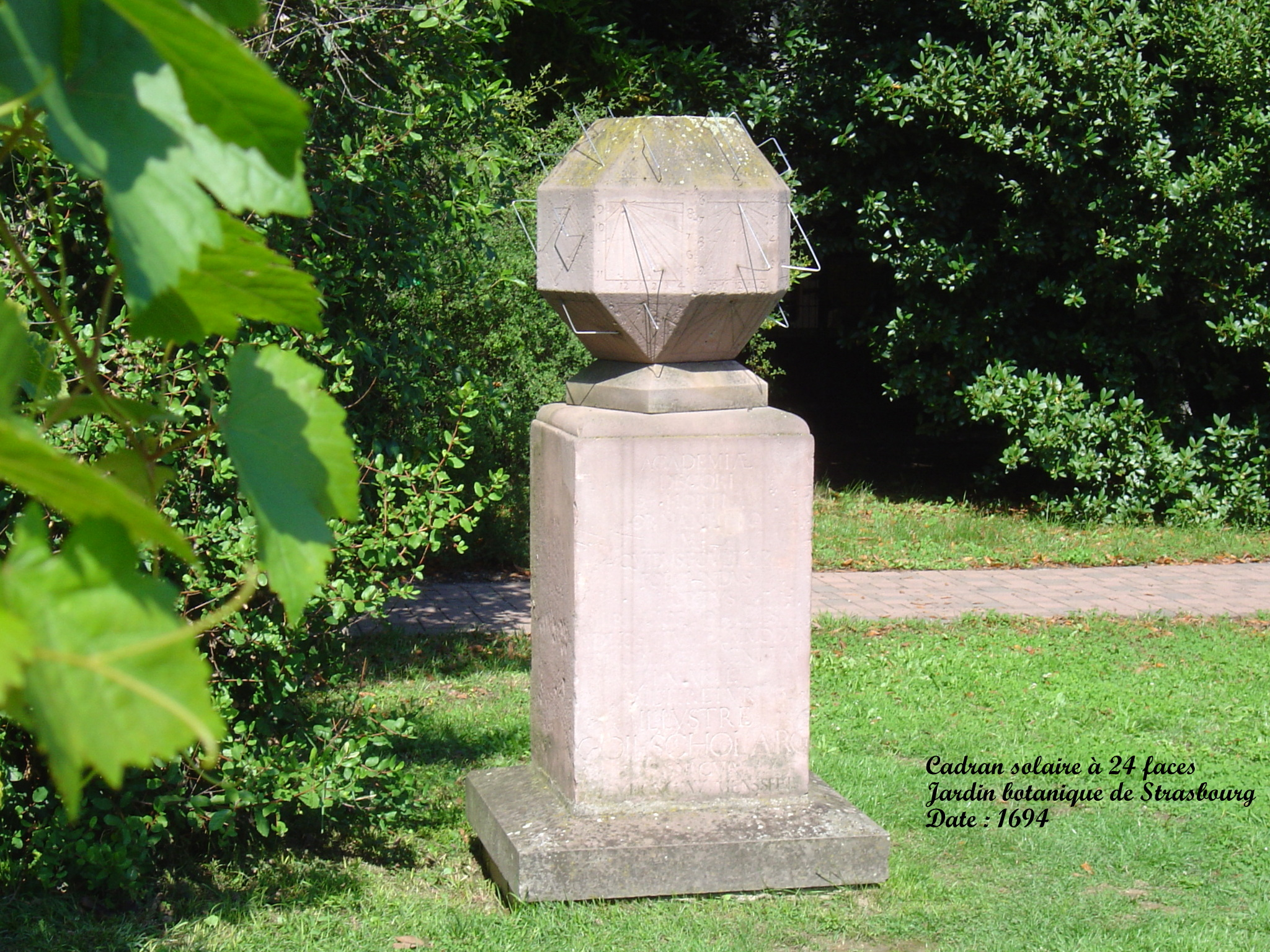
Le cadran solaire à multifaces.
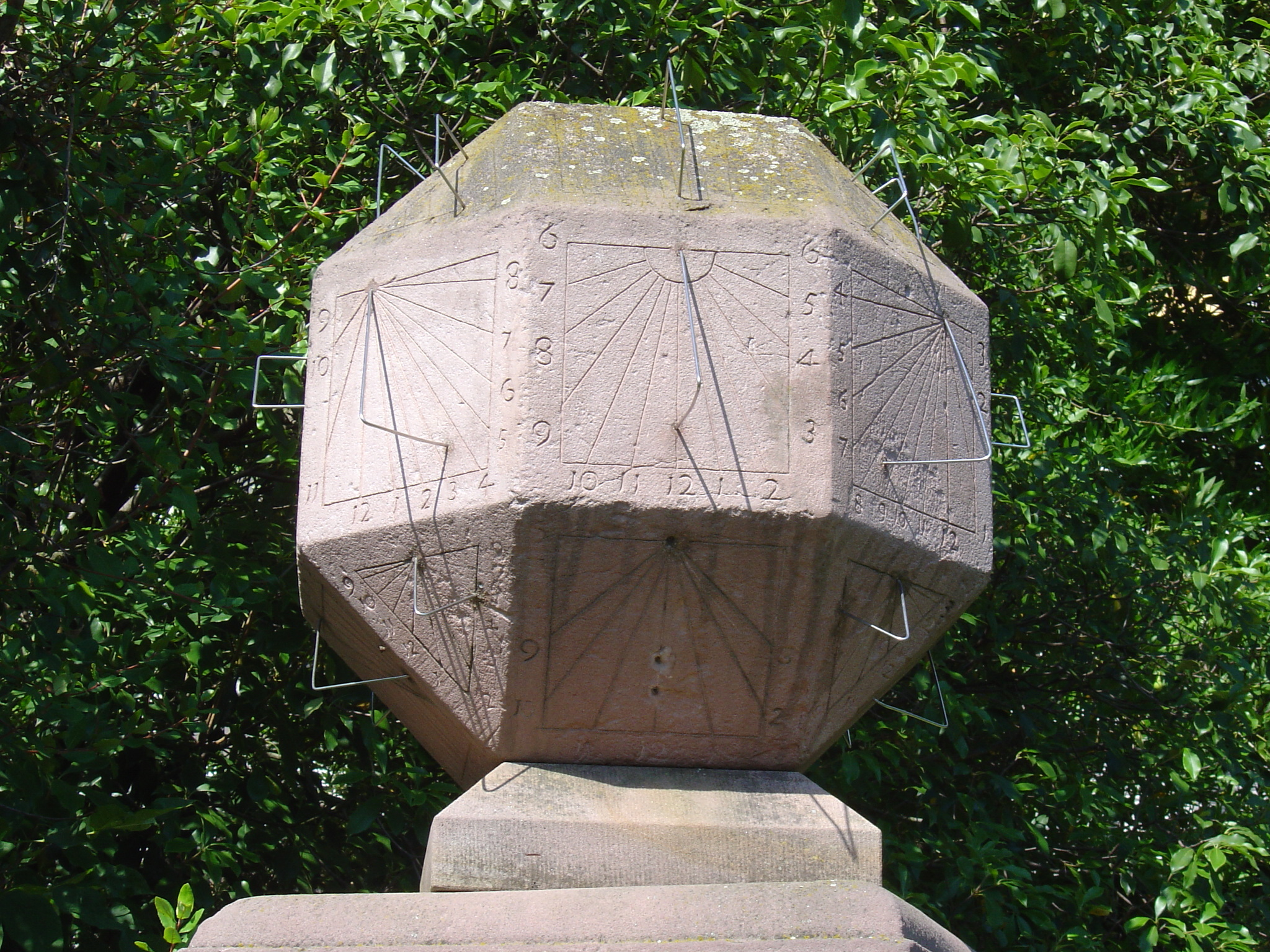
Le bloc gnomonique.
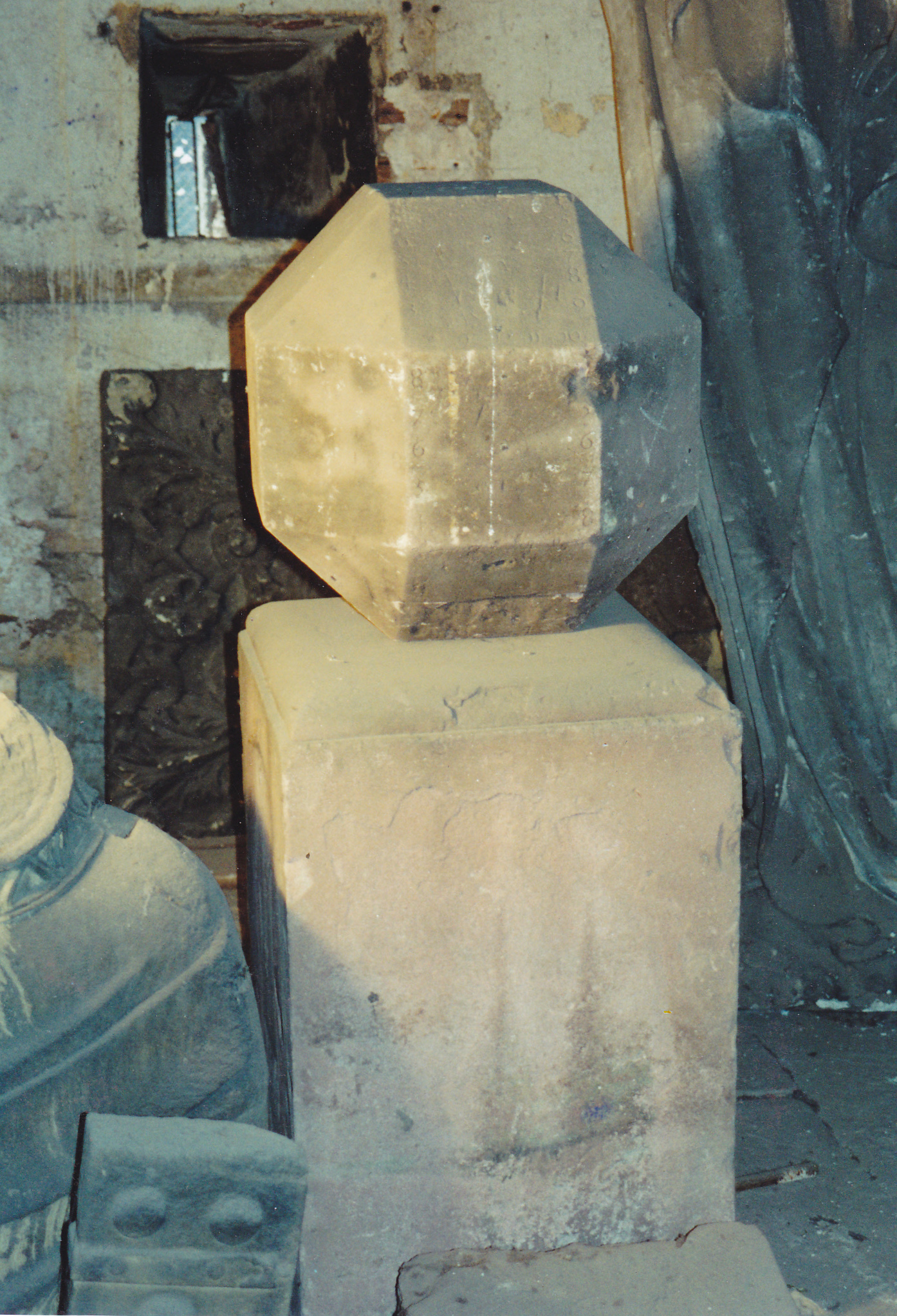
Le cadran lors de sa découverte.
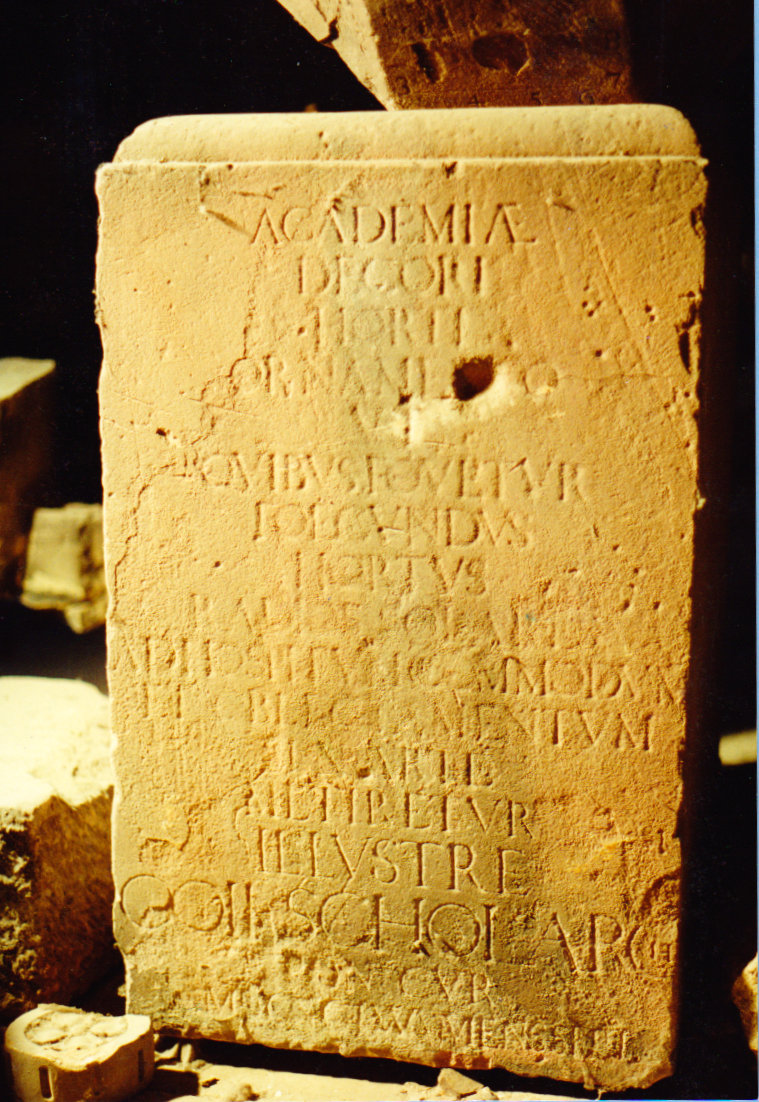
Le socle lors de sa découverte.

## Station météo
Le Jardin Botanique abrite depuis 1922 une station météo qui fait partie du réseau secondaire de Météo-France. C’est une station représentative d’un parc urbain.
Dans les mesures de valeurs d’humidité relative, la station de parc du Jardin Botanique montre  un comportement estival différent de celui observé en hiver. Elle présente un comportement intermédiaire entre la station urbaine de la DRIRE, installée au cœur de la ville, sur le toit d’un bâtiment à 20 m de hauteur, dont elle se rapproche des valeurs lors de la saison froide, et les valeurs d’humidité de la station rurale d’Entzheim, dont elle se rapproche lors de la saison chaude.
Le 27 mai 2024, la station météo du jardin botanique de Strasbourg enregistre 220,5 millimètres de précipitations, un record sans précédent depuis les premiers relévés de 1922. Simultanément, la station météo rurale d'Entzheim ne recueille que 161,2 mm de précipitations.